# Miroljub Milutinović
Miroljub Milutinović alias "Brada" (serbisk kyrilliska: Мирољуб Милутиновић - Брада), född 16 september 1962 i Loznica i Serbien (dåvarande Jugoslavien), är en serbisk serieskapare.
Han är skapare av bland annat "Svindl" (serieförfattare: Đorđe Milosavljević, Serbien) och "L'Expert" (serieförfattare: Frank Giroud, Frankrike).

## Tecknade serier
- L'Expert, serieförfattare: Frank Giroud, Glénat, Frankrike

1. Le Triomphe de Saint-Waldemar, 2003
2. L'Étole du chaman, Glénat, 2005
3. L'Ombre du Connétable, Glénat, 2006
4. Justice!, Glénat, 2007